# Bogate i sławne
Bogate i sławne – amerykański film obyczajowy z 1981 roku na podstawie sztuki Johna Van Drutena.

## Fabuła
Liz i Merry zaprzyjaźniają się w college'u jako współlokatorki. Liz zostaje pisarką. Merry wychodzi za mąż, rodzi córkę i też zaczyna pisać. Czy ich przyjaźń to wytrzyma?

## Obsada
- Jacqueline Bisset - Liz Hamilton
- Candice Bergen - Merry Noel Blake
- David Selby - Douglas Blake
- Hart Bochner - Christopher Adams
- Steven Hill - Jules Levi
- Meg Ryan - Debby Blake, lat 18
- Daniel Faraldo - Ginger Trinidad
- Nicole Eggert - Debby Blake, lat 8
- Joe Maross - Martin Fornam
- Kres Mersky - Judy Heller
- Cloyce Morrow - Martha Antilles

i inni